# Nicolaus Nicolai Ulopolitanus
Nicolaus Nicolai Ulopolitanus, född omkring 1607 i Uleåborg, död 1676 i Övertorneå församling, var en svensk prästman.

## Biografi
Nicolaus Ulopolitanus föddes i Uleåborg. Han blev 1637 kapellan i Hietaniemi församling och vakanspräst 1639. Ulopolitanus utnämndes 10 mars 1639 till kyrkoherde i Övertorneå församling, tillträdde 1641. Han avled 1676 i Övertorneå församling.
Vid prästmötet i Härnösand 1664 pliktade Ulopolitanus 6 riksdaler för att utan förfall ha uteblivit från ett kyrkomöte.
Ulopolitanus har odödliggjorts litterärt som föremål för den tornedalske skalden Antti Keksis kväde Keksin laulu Nikolaus papista (Kvädet om prästen Nikolaus), ett av de två äldsta bevarade skönlitterära verken på tornedalsfinska. Kvädet berättar om hur busungar inför en matsmäss spelar honom ett spratt genom att i smyg förstöra hans böcker vilket han inte upptäcker förrän han står i predikstolen och inte får ihop sin predikan.

### Familj
Ulopolitanus var gift med en dotter till kyrkoherde Nicolaus Philippi Falk i Övertorneå församling. De fick tillsammans barnen kyrkoherden Anders Nicolai Tornensis (cirka 1625–1705) i Kautokeino församling, kyrkoherden Johannes Tornberg (1640–1717) i övertorneå församling, Israel Nilsson och två döttrar.